# دایمندبک انرژی
دایمندبک انرژی (انگلیسی: Diamondback Energy) شرکت نفت و گاز آمریکایی است، که در سال ۲۰۰۷ تأسیس شد.